# Jorge Martínez (zapaśnik)
Jorge Martínez – kubański zapaśnik w stylu klasycznym. Szósty na mistrzostwach świata w 1979. Złoto na igrzyskach panamerykańskich w 1979. Triumfator Igrzysk Ameryki Środkowej i Karaibów w 1982 roku.